# Ирис Тимофеева
Ирис Тимофеева (лат. Iris timofejewii ) — вид растений семейства ирисовых. Эндемик известняковых склонов Дагестана.

## Описание
Редкий кавказский вид, внешне схожий с Iris scariosa и Iris pumila. Корневищный многолетник 10—40 см высотой. У него тонкий цветонос, который вырастает до 10—25 см в высоту. Стебель обычно выше листвы. На стебле распускаются по два острых бутона. Цветёт в конце весны или ранним летом, плодоносит с середины лета. Окрас цветка — от синего до фиолетового. Листья зелёные, узкие, серповидной формы. В длину лист достигает 20 см.

## Селекция
Скрещивается не только с видами карликовых ирисов, но и с видами подсекции Oncocyclus. Цветок ириса Тимофеева среди смежных видов выделяется чёткостью рисунка и пропорциональностью всех частей. При гибридизации стойко передаёт признаки. Труден в культуре.